# Dominici (Band)
Dominici ist eine italienisch-US-amerikanische Progressive-Metal-Band, die im Jahr 2005 von Ex-Dream-Theater-Sänger Charlie Dominici gegründet wurde.

## Bandgeschichte
Dominici wurde als Soloprojekt des ehemaligen Dream-Theater-Sängers Charlie Domici gegründet, der das Projekt 2005 auf die Beine stellte. Er veröffentlichte in diesem Jahr das rein akustische Album O3 A Trilogy: Part 1. Für das Zweitwerk O3 – A Trilogy: Part 2 erhielt er Unterstützung von den Brüdern Brian (Gitarre) und Yan Maillard (Schlagzeug), Ricardo Atzeni (Bass), sowie Americo Rigoldi (Keyboards). Mit dem gleichen Line-up wurde auch der dritte Teil O3 A Trilogy: Part 3 eingespielt, der 2008 erschien.
Dominici war die Vorgruppe für drei Dream-Theater-Konzerte der Chaos in Motion Tour, welche in Kroatien, Ungarn und Österreich stattfanden. 2011 ersetzte Lucio Manca von Solid Vision den ausgestiegenen Ricardo Atzeni.

## Stil
Das erste Album von Dominici ist ein Akustikalbum, das komplett von Charles Dominici eingespielt und eingesungen wurde. Part 2 und 3 dagegen sind im Progressive-Metal-Stil gehalten. Musikalisch sind insbesondere Teil 2 und 3 recht deutlich an Dream Theater angelehnt. Grundstock der Musik ist Power Metal, der durch zahlreiche Elemente, wie Solos und lange Instrumentalparts, progressiv aufbereitet wurde. Die meisten Titel haben Überlänge. Verbunden sind die drei Teile durch gesellschaftskritische Texte, die sich mit der Apokalypse auseinandersetzen.
Der Albumname basiert auf der chemischen Formel O3 für Ozon. Die drei Konzeptalben handeln von einer religiösen Gruppe, die alles daran setzt, das Ende der Menschheit einzuleiten. Dazwischen gerät ein guter Polizist, der den von der Sekte trainierten Bringer der Apokalypse aufzuhalten versucht. Im letzten Teil kehren die Götter auf die Erde zurück und läuten die Apokalypse ein. Sie enthüllen, das die Menschheit nur ein Teil eines weiteren ihrer Pläne waren, um die DNA zu erhalten. Am Ende wird Adam auserwählt, die DNA als einziger weiter zu tragen. Die Geschichte mündet damit in Genesis.

## Diskografie
- 2005: O3 A Trilogy: Part 1 (Eigenveröffentlichung)
- 2007: O3 A Trilogy: Part 2 (InsideOut Music)
- 2008: O3 A Trilogy: Part 3 (InsideOut Music)